# 草木台
草木台（くさきだい）は、福島県いわき市にある町丁である。郵便番号は972-8301。

## 地理
いわき市中央部の常磐地区に属する。北から東にかけ平上荒川、南東で常磐松久須根町、南から南西にかけ常磐水野谷町、西で常磐湯本町と隣接する。市内の自動車整備業者である四倉自工によりいわきスパタウン草木台として21世紀の森公園東側の丘陵地が宅地造成されたことにより分離新設された地区である。域内を東西に貫く一級市道上荒川台山線と南北に通る市道草木台1号線、草木台29号線の北西側に一丁目、南西側に二丁目、北東側に三丁目、北西側に四丁目、更にその西側に医療施設が立地する五丁目が置かれている。全宅地区画に温泉配管が引き込まれていることが特徴となっている住宅地である。常磐関船町内に所在するいわき中央警察署常磐分庁舎及び常磐消防署がそれぞれ管轄にあたる。

## 歴史
- 1991年 - 1996年にかけ、宅地造成に伴い常磐水野谷町、平上荒川より分離新設される[4]。

## 世帯数と人口
2023年10月31日現在の世帯数と人口は以下の通りである。
| 大字   | 世帯数  | 人口   |
| ------ | ------- | ------ |
| 草木台 | 579世帯 | 1471人 |

## 小・中学校の学区
市立小・中学校に通う場合、学区は以下の通りとなる。
| 番地 | 小学校                   | 中学校                   |
| ---- | ------------------------ | ------------------------ |
| 全域 | いわき市立湯本第三小学校 | いわき市立湯本第二中学校 |

## 交通

### 道路
- 一級市道上荒川台山線

## 施設
- セブンイレブン草木台店
- 農産物直売施設 田舎んぼ